# Abell 3827
Abell 3827 è un ammasso galattico situato nella costellazione dell'Indiano, a circa 1,4 miliardi di anni luce dalla Via Lattea.

## Caratteristiche
L'ammasso Abell 3827 contiene un centinaio di galassie. Al suo centro si trova un gruppo di quattro galassie ellittiche giganti, conosciuto con la denominazione ESO 146-5. Le quattro galassie, a causa della loro notevole massa, producono un importante effetto di lente gravitazionale, come un anello di Einstein, su una galassia situata dietro di loro.
Abell 3827 è stato osservato dal telescopio spaziale Hubble per cercare di determinare il quantitativo di materia oscura contenuto al suo interno.  Potrebbe anche essere il frutto di una fusione di ammassi galattici a uno stadio avanzato.
L'ammasso in questione è molto discusso dagli astronomi per lo studio della materia oscura soprattutto a causa degli strani fasci blu attorno al gruppo centrale, causati da una distorsione provocata da una galassia più lontana situata dietro l'ammasso. La materia oscura del gruppo centrale non sembra muoversi nella stessa direzione di alcune delle galassie, se l'osservazione venisse confermata da ulteriori dati, questo ammasso potrebbe fornire dati importanti per la comprensione delle dinamiche della materia oscura.